# Schizofrenie
Schizofrenie je duševní porucha charakteristická selháváním myšlenkových procesů a sníženou schopností vnímat emoce a reagovat na ně. Nejběžněji se projevuje sluchovými halucinacemi, paranoidními či bizarními bludy nebo zmatenou řečí a myšlením, a jde ruku v ruce s rozsáhlou sociální či pracovní dysfunkcí. Symptomy se začínají objevovat typicky v rané dospělosti s globální prevalencí přibližně 0,3–0,7 %. Diagnóza je založena na pozorovaném chování a zkušenostech popsaných pacientem.
Genetika, prostředí obklopující jedince v dětství, neurobiologie a psychologické a sociální procesy jsou důležitými faktory podílejícími se na vzniku nemoci; zdá se, že její symptomy způsobují či zhoršují některé rekreační drogy a předepisované léky. Současný výzkum se zaměřuje na roli neurobiologie, ačkoli dosud nebyla zjištěna žádná izolovaná organická příčina. Mnoho možných kombinací symptomů vedlo k zahájení debaty o tom, zda diagnóza představuje jedinou poruchu nebo řadu nespojitých syndromů. Navzdory etymologii výrazu – slovo vzniklo z kořenů řeckých slov schizein (σχίζειν, "rozštěpit") a frén, fren- (φρήν, φρεν-; "mysl") – schizofrenie neimplikuje "rozštěpenou mysl" a není totožná s disociativní poruchou identity (rovněž známou jako "mnohočetná porucha osobnosti" nebo "rozpolcená osobnost"), tedy onemocněním, s nímž je veřejným míněním často zaměňována.
Hlavní způsob léčby představují antipsychotika, která primárně potlačují činnost dopaminových (a někdy serotoninových) receptorů. Psychoterapie a pracovní a sociální rehabilitace jsou při léčbě rovněž důležité. V závažnějších případech, které představují riziko pro dotyčnou osobu i pro ostatní, může být nezbytná nedobrovolná hospitalizace, nicméně pobyt v nemocnici je kratší a méně častý, než tomu bývalo v minulosti.
U osob se schizofrenií je pravděpodobné, že budou trpět dalšími (souběžnými) onemocněními. Míra zneužívání návykových látek u těchto pacientů je téměř 50 %. Průměrná očekávaná délka života osob se schizofrenií je o 12 až 15 let nižší než u těch, kteří tímto onemocněním netrpí, a to v důsledku významných zdravotních problémů v souvislosti s nadměrným užíváním léčiv[zdroj⁠?!] a vyšší četnosti výskytu sebevražd (přibližně 5 %).

## Termín
Schizofrenie patří díky své výraznosti mezi jednu z prvních popsaných duševních poruch vůbec a její popisy se nacházejí už v hebrejské bibli, odkud pochází také zlidovělý výraz pro tuto nemoc (a přeneseně pro duševní poruchy vůbec): mešuge. Výraz „schizofrenie“—který lze přeložit přibližně jako "rozštěpení mysli" a jenž vychází z řeckého kořene „schizein“ (σχίζειν, „rozštěpit“) a „phrēn“, „phren-“ (φρήν, φρεν-, „mysl“)—použil poprvé roku 1908 Eugen Bleuler. Původně mělo toto slovo vystihnout oddělení fungování osobnosti, myšlení, paměti a vnímání. Bleuler charakterizoval hlavní symptomy pod názvem 4 A – oploštělé emoce (flattened Affect), autismus (Autism), rozvolnění souvislosti myšlenek (impaired Association of ideas) a rozpolcenost (Ambivalence). Už tehdy si uvědomil, že onemocnění není demencí, neboť stav některých z jeho pacientů se spíše zlepšoval než naopak. Proto navrhl pojem schizofrenie.

### Nepochopení termínu
Pojem schizofrenie je často nesprávně chápán jako slovo označující nemoc, v jejímž průběhu člověk trpí „rozpolcením osobnosti“. I když někteří nemocní, u nichž byla schizofrenie diagnostikována, mohou slyšet hlasy a vnímat je zřetelně jako samostatné osoby, schizofrenie nespočívá v tom, že by nemocný přebíral roli několika různých osobností. Toto zmatení vzniklo částečně v důsledku doslovné interpretace Bleulerova pojmu schizofrenie.

## Symptomy
Osoba, u níž je diagnostikována schizofrenie, může zažívat halucinace (nejčastěji slyšení hlasů), bludy (často bizarní nebo ovládavé) a zmatené myšlení a řeč. U posledně jmenované poruchy může jít o narušení myšlenkového pochodu přes významově pouze volně související věty až po výraznou nesouvislost projevu známou jako slovní salát (v závažných případech). Pro schizofrenii jsou běžné sociální stažení, nedbalost na hygienu a oblékání a ztráta motivace a úsudku.
Často lze pozorovat emocionální potíže, například ztrátu vnímavosti. Se schizofrenií souvisí zhoršení sociálního vědomí, stejně jako symptomy paranoie; běžně dochází i ke společenské izolaci. Často se rovněž objevují potíže pozorností, exekutivními funkcemi a rychlostí zpracování informací. V případě jednoho neobvyklého podtypu nemoci může být nemocný z velké části nemluvný, zůstávat nehybný v bizarních polohách či vykazovat neúčelné rozrušení, což jsou příznaky katatonie.
Hlavním obdobím nástupu schizofrenie jsou pozdní adolescence a raná dospělost, tedy roky kritické pro společenský a pracovní rozvoj mladého dospělého člověka. U 40 % mužů a 23 % žen s diagnostikovanou schizofrenií se nemoc projevila před 19. rokem života. Aby bylo minimalizováno narušení vývoje se schizofrenií spojované, odvedli vědci v posledním období mnoho práce na identifikaci a léčbě prodromální fáze nemoci, kterou je možné zjistit až 30 měsíců před nástupem symptomů. Osoby, u kterých se schizofrenie později rozvine, mohou během prodromální fáze zažívat přechodné nebo spontánně mizející psychotické symptomy stejně jako symptomy nespecifické, k nimž patří společenská stažení, podrážděnost, mrzutost a neohrabanost.
Schizofrenie je někdy spojována s vyšší měrou násilného jednání, i když k němu dochází především v důsledku nadměrného užívání návykových látek. Počet vražd souvisejících s psychózou je podobný počtu vražd souvisejících se zneužíváním návykových látek a odpovídá celkovému počtu v dané oblasti.

### Schneiderova klasifikace
Na počátku 20. století sestavil psychiatr Kurt Schneider soupis psychotických symptomů, o nichž se domníval, že odlišují schizofrenii od ostatních psychotických poruch. Ty se označují za symptomy prvního řádu nebo Schneiderovy symptomy prvního řádu. Patří mezi ně bludy o ovládání vnější silou; přesvědčení, že myšlenky jsou do vědomé mysli osoby vkládány nebo z ní vyjímány; přesvědčení, že myšlenky pacienta jsou šířeny mezi ostatní lidi; a slyšení halucinačních hlasů, které se vyjadřují k myšlenkám nebo činnostem nemocného nebo které konverzují s dalšími halucinačními hlasy. Ačkoli významnou měrou přispěly k vytvoření stávajících diagnostických kritérií, je specificita symptomů prvního řádu zpochybňována. Revize diagnostických studií provedených mezi lety 1970 a 2005 zjistila, že tyto studie neumožňují ani potvrzení, ani vyvrácení Schneiderových tvrzení. V rámci revize bylo navrženo, aby budoucí revize diagnostických systémů nebraly na symptomy prvního řádu takový ohled.

### Pozitivní a negativní symptomy
Schizofrenie je často popisována s pomocí pojmů pozitivní a negativní (nebo deficitní) symptomy. Pozitivní symptomy jsou ty, které většina osob normálně nezažívá, jež jsou ale u osob se schizofrenií přítomné. K nim řadíme bludy, zmatené myšlení a řeč; hmatové, sluchové, zrakové, čichové a chuťové halucinace, obvykle považované za projevy psychózy. Halucinace rovněž obvykle tematicky souvisejí s bludy, které pacient zažívá. Pozitivní symptomy obecně dobře reagují na nasazení léků.
V případě negativních symptomů jde o deficit normálních emocionálních reakcí či jiných myšlenkových procesů; na léky tyto symptomy reagují méně. Běžně zahrnují otupělost či oploštělé emoce, ochuzení řeči (alogie), neschopnost zažívat potěšení (anhedonie), chybějící touhu utvářet vztahy (asocialita) a ztrátu motivace (abulie). Výzkum ukazuje, že negativní symptomy přispívají k nízké kvalitě života, funkčnímu postižení a zátěži ostatních lidí více než symptomy pozitivní. Osoby s výraznými negativními symptomy mají často z období před nástupem onemocnění anamnézu špatného přizpůsobení a jejich odpověď na léčbu bývá omezená.

## Příčiny
Roli v rozvoji schizofrenie hraje kombinace genetických a environmentálních faktorů. U osob s rodinnou anamnézou schizofrenie, které trpí přechodnými nebo spontánně mizejícími psychózami, je pravděpodobnost diagnózy schizofrenie do jednoho roku 20–40 %. K mírnému zvýšení rizika rozvoje schizofrenie v pozdějším životě mohou přispět faktory jako hypoxie, infekce, stres nebo podvýživa matky během vývoje plodu.

### Genetické příčiny
Odhady týkající se dědičnosti se liší kvůli obtížnému oddělení působení genetických vlivů a okolního prostředí. Největším rizikem pro rozvoj schizofrenie je nejbližší pokrevní příbuzný, u něhož bylo onemocnění diagnostikováno (riziko je 6,5 %). Postiženo může být i více než 40 % jednovaječných dvojčat, kde jeden ze sourozenců trpí schizofrenií. Je pravděpodobné, že na vývoji onemocnění se podílí mnoho genů, přičemž vliv každého z nich je malý, jejich přenos a exprese nejsou známy. Navrženo bylo mnoho možných kandidátů, včetně specifických variant počtu kopií, NOTCH4 a lokusů proteinu histonu. Mezi další patří celogenomové asociace, například protein s motivem zinkového prstu 804A. Zdá se, že existuje významný genetický překryv schizofrenie a bipolární poruchy. Uvádí se i souvislost s Tay–Sachsovou chorobou.
Vezmeme-li v úvahu dědičný základ, potom vyvstává evolučně psychologická otázka, proč se vyvinuly geny, které zvyšují pravděpodobnost psychóz za předpokladu, že tento stav by byl z pohledu evoluce maladaptivní. Jedna z teorií pracuje s domněnkou, že se geny vyvinuly během evoluce jazyka a lidské povahy; takové úvahy ale dodnes stále zůstávají spíše v teoretické rovině.

### Okolní prostředí
Mezi environmentální faktory spojované s rozvojem schizofrenie patří životní prostředí, užívání léků a návykových látek, a předporodní zátěžové faktory. Nezdá se, že by styl rodičovské výchovy měl nějaký významnější efekt. Ačkoli pacientům, jejichž rodiče je podporují, se daří lépe než těm, jejichž rodiče se chovají kriticky či nepřátelsky. Život v městském prostředí, ať už v dětství nebo v dospělosti, prokazatelně zvyšuje riziko schizofrenie dvakrát, a to i po uvážení faktorů, jako je užívání drog, etnická skupina a velikost sociální skupiny. Mezi další prvky, které hrají významnou roli, patří sociální izolace a imigrace. Tyto faktory doprovází nepříznivý postoj ze strany společnosti: rasová diskriminace, špatné fungování rodinných vztahů, nezaměstnanost a nevyhovující podmínky bydlení.

#### Zneužívání látek
S rozvojem schizofrenie je dávána do souvislosti řada návykových látek, mezi něž patří konopí, kokain a amfetaminy. Přibližně polovina osob se schizofrenií požívá v nadměrné míře drogy a/nebo alkohol. Konopí může být příčinou nemoci, ostatní drogy ale bývají užívány pouze jako krycí mechanismus pro vyrovnání se s depresí, úzkostí, nudou a osamělostí.
Konopí je spojováno se zvýšeným rizikem rozvoje psychotické poruchy, zvyšujícím se v závislosti na velikosti dávek. S častým užíváním této látky souvisí dvojnásobné riziko vzniku psychózy a schizofrenie. Ačkoli užívání konopí je mnohými akceptováno jako vedlejší příčina rozvoje schizofrenie, zůstává tento argument kontroverzní. Amfetamin, kokain, a v menší míře alkohol mohou vyvolat psychózu, která se projevuje velmi podobně jako schizofrenie. Ačkoli se nikotin obecně nepovažuje za jednu z příčin onemocnění, osoby se schizofrenií jej užívají v mnohem vyšší míře než ostatní populace.

## Mechanismy
Do současné doby byla učiněna řada pokusů o osvětlení vztahu mezi pozměněnou funkcí mozku a schizofrenií. Jednou z nejvíce podporovaných teorií je dopaminová hypotéza, která vznik psychózy přisuzuje skutečnosti, že mysl člověka chybně interpretuje signály nesprávně vysílané dopaminergními neurony.

### Psychologické mechanismy
Do rozvoje a průběhu schizofrenie je zapojeno mnoho psychologických mechanismů. U osob s diagnostikovanou schizofrenií nebo u osob schizofrenií ohrožených bylo zjištěno kognitivní zkreslení, zejména ve stresu nebo v matoucích situacích. Některé kognitivní funkce mohou odrážet celkový neurokognitivní deficit: například ztrátu paměti, zatímco ostatní se mohou vztahovat ke konkrétním problémům a zkušenostem.
Navzdory prokázanému emočnímu oploštění nedávná zjištění ukazují, že mnoho osob s diagnostikovanou schizofrenií jsou emocionálně vnímaví jedinci, zejména v případě stresujících či negativních podnětů, a že tato citlivost může způsobit náchylnost k projevu symptomů či k samotné poruše. Některé důkazy naznačují, že obsah bludných domněnek a psychotických zážitků může odrážet emocionální příčiny poruchy a že způsob, jak osoba tyto prožitky interpretuje, může mít vliv na symptomatologii. K chronicitě bludů může přispívat "chování přinášející pocit bezpečí", jehož cílem je vyhnout se domnělým hrozbám. Další důkazy o významu psychologických mechanismů přinášejí účinky různých druhů psychoterapie na symptomy schizofrenie.

### Neurologické mechanismy

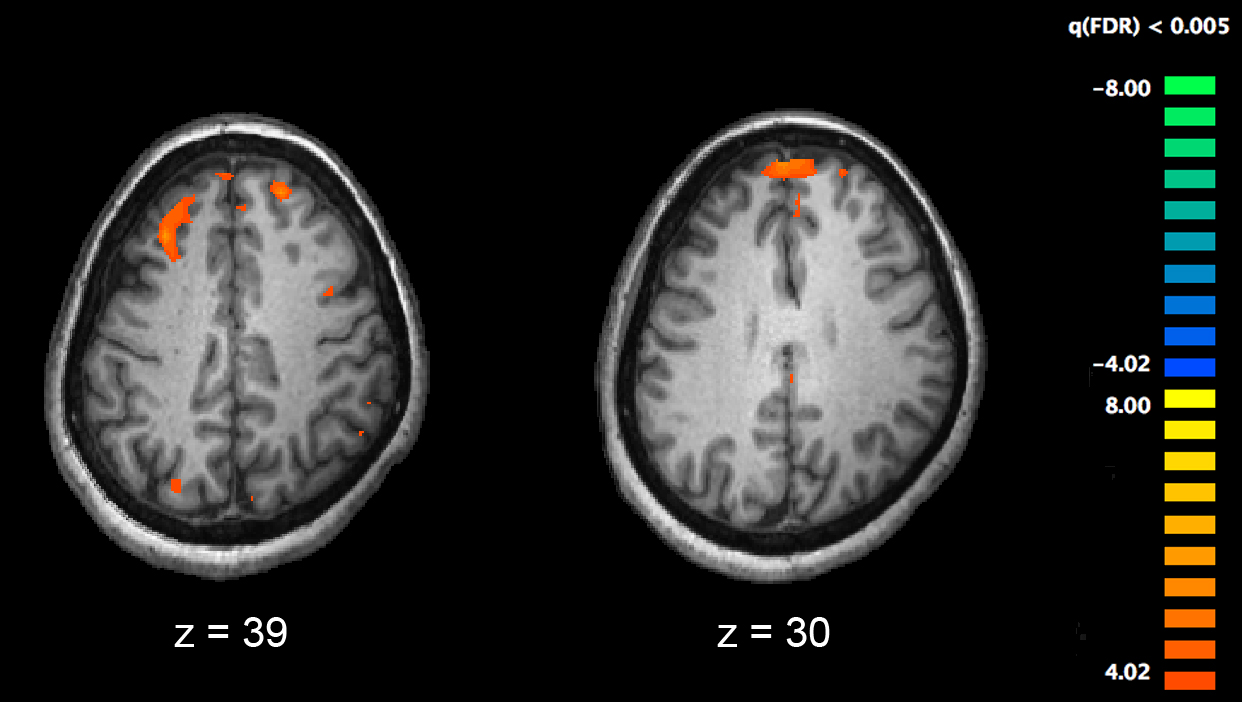
Funkční magnetická rezonance (fMRI) a další technologie zobrazování mozku umožňují studovat rozdíly v činnosti mozku u osob s diagnostikovanou schizofrenií. Snímek ukazuje dvě vrstvy mozku s oblastmi, které byly během fMRI studie pracovní paměti aktivnější u zdravých osob než u pacientů se schizofrenií (oranžová barva)

Schizofrenie je spojována s nepatrnými změnami ve struktuře mozku, zjištěnými u 40 až 50 % případů; a v chemických reakcích mozku během akutních psychotických stavů. Studie využívající neuropsychologické testy a technologie zobrazování mozku (například fMRI a PET) ke zkoumání funkčních rozdílů v činnosti mozku ukázaly, že tyto rozdíly jsou nejčastěji patrné v čelních lalocích, hipokampu a spánkových lalocích. V oblastech mozkové kůry čelního laloku a spánkových laloků bylo zjištěno zmenšení objemu mozku, i když v menší míře než u Alzheimerovy choroby. Není jasné, zda jsou tyto změny objemu postupné, nebo existují už před nástupem onemocnění. Tyto rozdíly mají spojitost s neurokognitivním deficitem, často souvisejícím právě se schizofrenií. Jelikož dochází ke změnám nervových okruhů, objevil se alternativní návrh, který chápe schizofrenii jako soubor neurovývojových poruch.
Zvláštní pozornost byla věnována funkci dopaminu v mezolimbické dráze mozku, a to v důsledku náhodného zjištění, že fenothiaziny, které blokují funkci dopaminu, dokáží zmírnit psychotické symptomy. Ve prospěch tohoto tvrzení hovoří i skutečnost, že amfetaminy, které spouštějí uvolňování dopaminu, mohou psychotické symptomy schizofrenie zhoršovat. Tzv. dopaminová hypotéza vzniku schizofrenie, která si získala značnou podporu, uvádí, že příčinou (pozitivních symptomů) schizofrenie je nadměrná aktivace D2 receptorů. Ačkoli tato hypotéza byla předpokládána již přibližně 20 let na základě blokády receptorů D2 společné všem antipsychotikům, studie provedené prostřednictvím PET a SPET zobrazování poskytly podpůrné důkazy až v druhé polovině 90. let 20. století. Dopaminová hypotéza je nyní považována za zjednodušující, částečně i proto, že novější antipsychotika (atypická antipsychotika) mohou být stejně účinná jako starší léky (typická antipsychotika), ale také proto, že mají vliv na funkci serotoninu a mohou mít mírně nižší účinek na blokaci dopaminu.
Zájem se rovněž soustředil na neurotransmiter glutamát a sníženou funkci glutamátového receptoru NMDA u schizofrenie. Příčinou byl z velké části fakt, že v mozcích osob s diagnostikovanou schizofrenií byla posmrtně zjištěna abnormálně nízká hladina glutamátových receptorů, a zjištění, že glutamát blokující drogy, jako například fencyklidin a ketamin, mohou napodobovat symptomy a kognitivní problémy se schizofrenií spojované. Snížená funkce glutamátu je spojena se slabými výsledky během testů vyžadujících zapojení čelního laloku a hipokampu. Glutamát může rovněž ovlivnit funkci dopaminu, přičemž obojí v případě schizofrenie naznačuje významnou zprostředkující (a možná příčinnou) roli glutamátových drah při vzniku a průběhu onemocnění. Pozitivní symptomy však na glutamátergní léčbu nereagují.

## Diagnóza

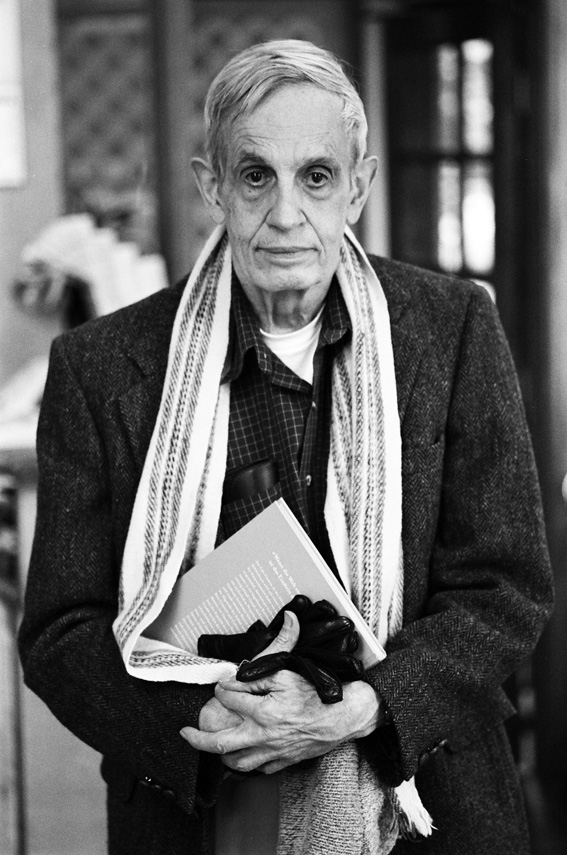
Schizofrenií trpěl i John Nash, americký matematik a jeden z nositelů Nobelovy ceny za ekonomiku za rok 1994. Jeho život zachycuje film z roku 2001, který získal Cenu Akademie a do kin vstoupil pod názvem Čistá duše

Schizofrenie je diagnostikována na základě kritérií uvedených buď v manuálu Americké psychiatrické asociace nazvaném Diagnostický a statistický manuál duševních poruch, verzi DSM-IV-TR, nebo v Mezinárodní statistické klasifikaci nemocí a přidružených zdravotních problémů, tzv. ICD-10, sestavené Světovou zdravotnickou organizací. Tato kritéria vycházejí z vlastních zkušeností nemocného, zaznamenaných abnormalit jeho chování a klinického vyšetření jeho stavu odborníkem v oboru duševního zdraví. Kritéria klasifikace ICD-10 se zpravidla používají v evropských zemích, zatímco systém DSM-IV-TR se uplatňuje zejména ve Spojených státech a zbytku světa. Řídí se jím i převážná většina výzkumných studií. Kritéria klasifikace ICD-10 kladou větší důraz na Schneiderovy symptomy prvního řádu. V praxi je ovšem shoda mezi oběma klasifikačními systémy značná.
Psychotické symptomy se mohou vyskytovat u řady dalších duševních onemocnění, mimo jiné například u bipolární poruchy, hraniční poruchy osobnosti, intoxikace různými látkami a psychózy vyvolané účinkem psychotropních látek. Bludy (nebizarní) rovněž doprovázejí poruchu s bludy, sociální stažení je pak známkou sociální úzkostné poruchy, vyhýbavé poruchy osobnosti a schizoidní poruchy osobnosti. Schizofrenie doprovází obsedantně kompulzivní poruchu (OCD) mnohem častěji, než by bylo možno vysvětlit pouhou náhodou. Může však být těžké odlišit obsese typické pro OCD od schizofrenních bludů. K vyloučení dalších onemocnění, která se vzácně projevují psychotickými symptomy podobnými schizofrenii, například metabolické poruchy, systemické infekce, syfilidy, HIV infekce, epilepsie a mozkových lézí, může být zapotřebí zevrubnější lékařské a neurologické vyšetření. Může být také nezbytné vyloučit delirium, pro něž jsou typické vizuální halucinace, akutní nástup a rychlé změny hladiny vědomí, a které je známkou jiného základního onemocnění. Vyšetření se obvykle po relapsu neopakují, pokud to nevyžaduje specifická zdravotní indikace nebo možné nežádoucí účinky vyplývající z užívání antipsychotických léků.

## Léčba
Primárním způsobem léčby schizofrenie jsou antipsychotické léky, tzv. antipsychotika, často v kombinaci s psychickou a sociální podporou. K hospitalizaci dochází u závažných případů nemoci, a to buď dobrovolně, nebo (pokud to legislativa týkající se duševního zdraví umožňuje) nedobrovolně. Dlouhodobá hospitalizace je od doby deinstitucionalizace v 50. letech 20. století spíše výjimkou, občas k ní ale dochází. Běžné jsou pomocné služby pro veřejnost, jako jsou například tzv. drop-in centra, návštěvy členů komunitního týmu pro podporu duševního zdraví, podporované zaměstnávání a podpůrné skupiny. Některá fakta nasvědčují tomu, že na tělesné a duševní zdraví osob trpících schizofrenií má pozitivní vliv pravidelné cvičení.

### Léky

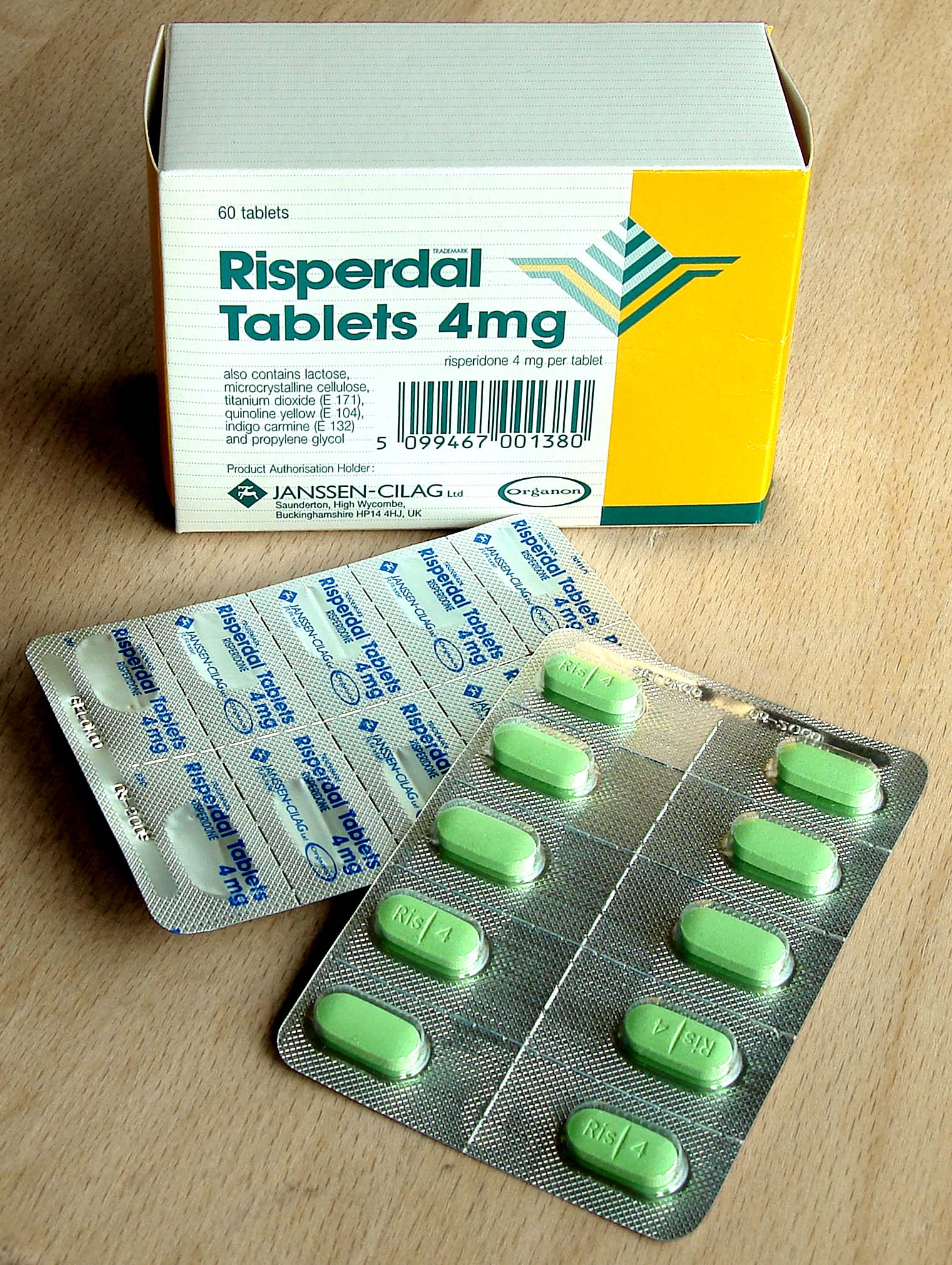
Risperidon (obchodní název Risperdal) je běžně užívaným atypickým antipsychotikem

Primárním prostředkem psychiatrické léčby schizofrenie jsou antipsychotické léky, jež mohou omezit pozitivní symptomy psychózy během zhruba 7–15 dní. Antipsychotika však bohužel nijak výrazně nezlepšují negativní symptomy a kognitivní dysfunkci. Dlouhodobé užívání těchto přípravků snižuje riziko relapsu.
Volba antipsychotik vychází z jejich očekávaného přínosu, rizika a finančních nákladů. Je diskutabilní, zda jako třída jsou přínosnější antipsychotika typická nebo atypická. U obou skupin byl zaznamenán obdobný počet pacientů, kteří nedokončili léčbu, a těch, u nichž došlo k relapsu, a to při podávání typických antipsychotik v nízkých nebo středních dávkách. Na léčbu reaguje pozitivně 40–50 % pacientů, částečně 30-40 % pacientů. U 20 % osob byla zaznamenána rezistence na léčbu (ani po 6 týdnech léčení nebyla zaznamenána adekvátní reakce symptomů na 2 či 3 různá antipsychotika). Účinným prostředkem léčby nemocných, kteří na jiné léky nereagují, je klozapin, u 1–4 % pacientů však byly po jeho podání prokázány potenciálně závažné nežádoucí účinky ve formě agranulocytózy (snížený počet bílých krvinek).
Typická antipsychotika jsou spojována s častějším výskytem extrapyramidových nežádoucích účinků, zatímco pro atypická antipsychotika je příznačný nezanedbatelný nárůst hmotnosti pacienta, cukrovka a riziko metabolického syndromu. Atypická antipsychotika vyvolávají méně extrapyramidových nežádoucích účinků, rozdíly jsou však minimální. Některá atypická antipsychotika jako quetiapin a risperidon přinášejí ve srovnání s typickým antipsychotikem perfenazinem vyšší riziko úmrtí; naopak u klozapinu je toto riziko nejnižší. Stále není jasné, zda nově vyvíjená antipsychotika snižují možnost vzniku neuroleptického maligního syndromu, vzácného, avšak velmi závažného neurologického onemocnění.
Nemocným, kteří nejsou ochotni nebo schopni užívat léky pravidelně, lze podávat dlouhodobě působící depotní antipsychotické přípravky, aby tak byla zajištěna kontrola nad průběhem onemocnění. Tyto léky snižují riziko relapsu ve větší míře než přípravky orálně podávané. Doprovází-li jejich užívání psychosociální intervence, lze tímto způsobem zlepšit dlouhodobé dodržování léčby pacientem.

### Psychosociální léčba
V léčbě schizofrenie lze s úspěchem využít celou řadu psychosociálních intervencí. Patří k nim například rodinná terapie, asertivní komunitní léčba, podporované zaměstnávání, kognitivní remediace, nácvik dovedností nejrůznějšího druhu, kognitivní behaviorální terapie (CBT), kuponové pobídkové programy a psychosociální intervence zaměřující se na užívání návykových látek a kontrolu tělesné hmotnosti. Rodinná terapie, jež se zaměřuje na rodinný systém pacienta jako celek, může snížit počet relapsů a hospitalizací. Důkazy o účinnosti CBT při redukci symptomů nebo prevenci relapsů jsou minimální. Vliv terapie prostřednictvím umění nebo dramatické hry nebyl doposud dostatečně prozkoumán.

### Prevence
V současné době jsou doklady o účinnosti časného zásahu pro prevenci schizofrenie nejednoznačné.

### Finanční náklady
Ve Spojených státech byly náklady na léčbu schizofrenie – zahrnující přímé náklady (ambulantní léčba, hospitalizace, léky a dlouhodobá péče) a náklady nesouvisející se zdravotním aspektem (uplatňování zákona, snížená pracovní výkonnost a nezaměstnanost) – odhadnuty v roce 2002 na 62,7 miliard dolarů.

## Prognóza
Schizofrenie je onemocnění náročné z hlediska finančního i lidského. Jejím důsledkem je zkrácení očekávané délky života o 12–15 let, a to zejména proto, že je často doprovázena obezitou, sedavým způsobem života a kouřením. Zvýšený počet sebevražd hraje v této souvislosti méně významnou roli. Rozdíly v očekávané délce života vzrostly v období 70. až 90. let 20. století. V době mezi 90. lety 20. století a prvním desetiletím století 21. se ve zdravotnických systémech s otevřeným přístupem ke zdravotní péči (Finsko) nijak výrazně nezměnily.
Pro přibližně tři čtvrtiny osob trpících schizofrenií je typická trvalá invalidita doprovázená relapsy. Někteří z nemocných se však zcela uzdraví a další ve společnosti fungují bez větších potíží. Většina schizofrenních pacientů dokáže s podporou komunitních služeb nezávisle žít. U 42 % osob s první epizodou psychózy lze očekávat dobrý dlouhodobý výsledek léčby, u 35 % středně dobrý a u 27 % jen velmi chabý.
Výsledky léčby schizofrenie se zdají být lepší v rozvojovém než rozvinutém světě. O těchto závěrech však byly vyjádřeny pochybnosti.
Pro schizofrenii je typický vyšší než obvyklý poměrný počet sebevražd. Ten byl stanoven na 4,9 %. Podle ní dochází k sebevraždám nejčastěji v období následujícím po vypuknutí nemoci nebo po první hospitalizaci. Několikanásobně více osob (20 až 40 %) se o sebevraždu aspoň jednou pokusí. Vliv na onemocnění má i řada rizikových faktorů, k nimž patří například mužské pohlaví, deprese a vysoký inteligenční kvocient.
Studie prováděné po celém světě prokázaly silnou souvislost mezi schizofrenií a kouřením. Kouření je u jedinců, u nichž byla schizofrenie diagnostikována, obzvláště rozšířené – odhady se pohybují mezi 80 % a 90 %, zatímco u běžné populace je to 20 %. Kuřáci trpící schizofrenií jsou pak obvykle velmi těžcí kuřáci a navíc kouří cigarety s vysokým obsahem nikotinu. Některé důkazy nasvědčují tomu, že pacienti trpící paranoidní schizofrenií mohou mít ve vztahu k nezávislému životu a zaměstnání lepší vyhlídky než osoby s jinými typy tohoto onemocnění.

## Epidemiologie

Rok života ovlivněný nezpůsobilostí u schizofrenie na 100 000 obyvatel v roce 2004.
údaje nejsou k dispozici
≤ 185
185–197
197–207
207–218
218–229
229–240
240–251
251–262
262–273
273–284
284–295
≥ 295

Schizofrenie postihuje v jisté fázi života okolo 0,3–0,7 % osob, což v roce 2011 bylo 24 miliónů nemocných na celém světě. Vyskytuje se 1,4 krát častěji u mužů než u žen. U mužů obvykle vypukne dříve: věk, kdy se nejčastěji poprvé projeví, je 20–28 let u mužů a 26–32 let u žen. Počátek nemoci v dětství je mnohem vzácnější, stejně jako rozvoj schizofrenie ve středním věku nebo ve stáří. Navzdory zjištění, že schizofrenie se objevuje po celém světě v obdobné míře, se její výskyt liší jak v celosvětovém měřítku, tak v rámci jednotlivých zemí i na lokální úrovni. Onemocnění je příčinou přibližně 1 % let života ovlivněných nezpůsobilostí na celém světě. Jeho výskyt se liší až trojnásobně v závislosti na tom, jak je definováno.

## Schizofrenie v kultuře
Schizofrenie se stala námětem pro řadu filmů, ať už smyšlených (Já, mé druhé já a Irena, Donnie Darko, Hra na schovávanou, Tajemné okno ), či založených na skutečných událostech (Čistá duše, Důkaz).